# Philippodexia montana
Philippodexia montana är en tvåvingeart som först beskrevs av Townsend 1926.  Philippodexia montana ingår i släktet Philippodexia och familjen parasitflugor. Inga underarter finns listade i Catalogue of Life.